# Empecamenta hirta
Empecamenta hirta är en skalbaggsart som beskrevs av Moser 1917. Empecamenta hirta ingår i släktet Empecamenta och familjen Melolonthidae. Inga underarter finns listade i Catalogue of Life.